# Oligia nigrithorax
Oligia nigrithorax là một loài bướm đêm trong họ Noctuidae.